# Past Lives
Past Lives er en amerikansk film fra 2023 af Celine Song.

## Medvirkende
- Greta Lee som Nora Moon
- Seung Ah Moon
- Teo Yoo som Hae Sung
- Seung Min Yim
- John Magaro som Arthur
- Ji Hye Yoon
- Choi Won-young
- Min Young Ahn